# Etienne Mukanya
Etienne Mukanya Kabobola (Kinshasa, 4 januari 1995) is een Belgisch voetballer die sinds 2022 uitkomt voor Hoogstraten VV. Mukanya is een aanvaller.

## Carrière
Mukanya werd geboren in Kinshasa en verhuisde op vierjarige leeftijd naar België. Daar sloot hij zich als jeugdspeler aan bij RUS Albert Schaerbeek en Union Sint-Gillis. Bij Union kon hij niet doorbreken in het eerste elftal, waarop hij naar Engeland trok om bij Grays Athletic FC te gaan spelen in de Isthmian League Premier Division. In zijn eerste seizoen zakte hij meteen naar de Ishtmian League North Division, het achtste niveau in Engeland. Van daaruit versierde hij in januari 2018 wel een transfer naar FK Riteriai in de Litouwse eerste klasse. Een jaar later stapte hij over naar de Bulgaarse tweedeklasser PFK Dobroedzja Dobritsj.
In de zomer van 2019 haalde RWDM hem terug naar België. Na een half seizoen, waarin hij onder trainer Frédéric Vanderbiest tweemaal inviel in Eerste klasse amateurs, stapte hij over naar reeksgenoot AFC Tubize. Ook daar bleef hij maar een half seizoen, want in de zomer van 2020 tekende hij voor reeksgenoot Olympic Charleroi.
In maart 2021 haalde FK Banga Gargždai hem terug naar Litouwen. Mukanya speelde er twaalf competitiewedstrijden, waarin hij één keer scoorde. Eind juni 2021 werd zijn contract er in onderling overleg ontbonden. Begin september 2021 sloot Mukanya zich aan bij de Duitse vierdeklasser Bonner SC. Hier bleef hij een seizoen, alvorens in 2022 een eenjarig contract te ondertekenen bij Hoogstraten VV.